# دیک فن‌دایک
دیک فن‌دایک (هلندی: Dick van Dijk; ۱۵ فوریهٔ ۱۹۴۶ – ۸ ژوئیهٔ ۱۹۹۷) بازیکن فوتبال اهل هلند بود.

## باشگاهی
از باشگاه‌هایی که در آن بازی کرده‌است می‌توان به باشگاه فوتبال توئنته، باشگاه فوتبال آژاکس آمستردام، باشگاه فوتبال رئال مورسیا، و باشگاه فوتبال نیس اشاره کرد.

## تیم ملی
وی همچنین در تیم ملی فوتبال هلند بازی کرده‌است.